# Risoluzioni di Tryon
La Tryon Declaration of Rights and Independence from British Tyranny (in italiano Dichiarazione di Diritti e Indipendenza dalla Tirannia Britannica), conosciute anche come Risoluzioni di Tryon, fu una breve dichiarazione adottata e firmata dai sottoscrittori dell'Tryon County Association, formatasi nella Contea di Tryon, Carolina del Nord, nei primi giorni della Rivoluzione Americana. Nelle risoluzioni i rappresentanti della contea giurarono resistenza alle azioni sempre più coercitive attuate dal governo della Gran Bretagna contro le sue colonie nordamericane. Il documento fu firmato il 14 agosto 1775.

## Analisi
La "Tryon Association" nacque con la firma della Tryon Declaration of Rights and Independence from British Tyranny. (Questo documento venne conosciuto come "risoluzioni di Tryon" solo nel XX secolo.) L'associazione si formò in risposta alla Battaglia di Lexington del 19 aprile 1775. Le risoluzioni furono tra le prime di una serie di dichiarazioni coloniali locali contro le politiche coercitive che il governo britannico aveva istituito nelle colonie, considerate oppressive dai coloni. Altre associazioni simili con "dichiarazioni" firmate nello stesso periodo comprendono le risoluzioni di Mecklenburg (adottate nella vicina Contea di Mecklenburg, Carolina del Nord) e le risoluzioni di Suffolk (adottate nella Contea di Suffolk, Massachusetts). Le risoluzioni di Tryon precedettero la Dichiarazione d'indipendenza degli Stati Uniti d'America di quasi undici mesi, ma non auspicavano l'indipendenza dalla Gran Bretagna, sostenendo invece la resistenza armata fino a quando non fosse possibile trovare un accordo con l'Inghilterra.
Con l'acuirsi delle tensioni tra le colonie nordamericane e il governo britannico, i residenti della contea iniziarono a formare Comitati di sicurezza per preparare le compagnie di milizia a un potenziale conflitto. Il 14 settembre 1775, molti dei firmatari delle "Tryon Resolves" formarono la Milizia della Contea di Tryon in previsione di una rappresaglia britannica contro i rivoluzionari americani.

## Contenuto
Nelle risoluzioni:
- I residenti della contea fanno riferimento alla "dolorosa necessità di ricorrere alle armi in difesa della nostra libertà nazionale e dei diritti costituzionali, contro tutte le invasioni";
- Giurano di imbracciare le armi e di rischiare la vita e le fortune per mantenere la libertà del loro Paese..."
- I coloni dichiarano che continueranno a seguire il Congresso Continentale o le Convenzioni Provinciali in sfida alle dichiarazioni britanniche che li consideravano illegali;
- I firmatari avvertono che la forza sarà combattuta con la forza fino a quando non sarà possibile una "riconciliazione" tra le colonie e la Gran Bretagna.